# 柳家小せん

柳派定紋「花菱」

柳家 小せん（やなぎや こせん）は、落語家の名跡。代々の出囃子は『せり』。当代は5代目。
- 3代目柳家小せん - 後：2代目古今亭甚語楼
- 4代目柳家小せん
- 5代目柳家小せん - 当代

## 代外
柳家 小せん（1861年3月〈文久元年2月〉 - 没年不明）は、落語家。
本名は田中 万吉。芸界入り以前は本所松倉町で畳屋を営んでいたという。芸風、改名歴などは不明。1889年および1892年の「名簿欄」に見え、いわゆる『文之助系図』でも2代目禽語楼小さんの門人として記載されている。

## 初代
初代 柳家 小せん（1883年4月3日 - 1919年5月26日）は、落語家。本名は鈴木 万次郎。
浅草福井町で提灯店を営んでいた2代目三遊亭萬橘の実子。
1897年に4代目麗々亭柳橋の弟子になり柳松となったが、師匠柳橋の死去にともない3代目柳家小さん門下に移って小芝となり、その後小せんに改名した。
丁寧な演出と敬愛してやまなかった兄弟子3代目蝶花楼馬楽譲りの警句を交じえた巧みな口調が早くから注目されており、落語研究会の有力な若手として期待を集めていた。
1910年4月真打昇進したが、それまでの過度の廓通いが祟って脳脊髄梅毒症を患い腰が抜けたため、人力車で寄席に通い、妻に背負われて楽屋入りし板付きで高座を務めるようになった。1911年頃には白内障を患って失明した。
落語の実力は他の追随を許さないほど優れていた。師匠小さんのネタはほとんど演じておらず、『居残り佐平次』『お見立て』『お茶汲み』『五人廻し』『とんちき』『白銅』などの廓噺を得意とした。『柳家小せん落語全集』『廓ばなし小せん十八番』等の速記本が残されている。
晩年は師匠小さんの薦めにより、自宅の浅草三好町を稽古場として月謝をとって落語を教えた。この稽古場は「小せん学校」や「三好町通い」と称された。直弟子はいなかったが五代目古今亭志ん生、林家彦六、六代目三遊亭圓生、五代目麗々亭柳橋、3代目三遊亭金馬など、後に名人となった多くの落語家が小せんから直接教えを受けている。
1919年5月、下谷金杉の壽亭で得意ネタ『居残り佐平次』をかけたのが最後の高座となり、その数日後に自宅で心臓麻痺のため死去。37歳没。戒名「古詮院法有信士」は、生前の1912年に菩提寺の住職からつけてもらった。死亡翌日の5月27日には、「私儀永らく病気の処愈々本日死去仕候　生前中御愛顧を蒙り候各位へ御礼申上候」という、自身の手によるとされる死亡広告が都新聞に掲載されている。
死後、吉井勇が随筆『或る日の小せん』を発表している。また、3代目蝶花楼馬楽の死を扱った一連の戯曲（『句楽の死』など）にも、小しんの名前で登場する。

## 2代目
2代目 柳家 小せん（1894年9月15日 - 1959年8月12日）は、落語家。本名∶上原 六三郎。
1912年、3代目柳家小さん門下で小傳次となる。1917年頃、2代目柳家小蝠を経て1920年11月、2代目柳家小せんを襲名。祈祷を思わせる声色だったため「おたきあげ」とあだ名された。
1935年に廃業し、6代目一龍斎貞山の支配人や落語協会事務員に従事した。
妻は奇術師・旭マンマロの娘で曲独楽の松井源女。